# Maria Tarnowska
La contessa Maria Tarnowska, oppure Tarnowskaya, o Tarnovska, nata Maria Nikolaevna O'Rourke (in russo Мария Николаевна О’Рурк trascrizione fonetica russa: Orurk; Poltava, 9 giugno 1877 – Santa Fe, 23 gennaio 1949), è stata una criminale russa.

## Biografia
Era la figlia del conte Nikolay Moritsevitch O'Rourke, un ufficiale della Marina imperiale russa di origini irlandesi (distintosi nel viaggio attorno al mondo con la fregata Aurora e con essa nell’assedio di Petropavlovsk) e della sua seconda moglie Ekaterina Seletska – una nobildonna di origine cosacca. Ha acquisito notorietà internazionale presentandosi sotto processo per aver complottato e istigato l'omicidio di uno dei suoi amanti. Il suo processo a Venezia del 1910 e la conseguente condanna attirarono l'attenzione dei media da entrambe le sponde dell'Atlantico e divennero oggetto di vari libri (Annie Chartres Vivanti, Hans Habe).

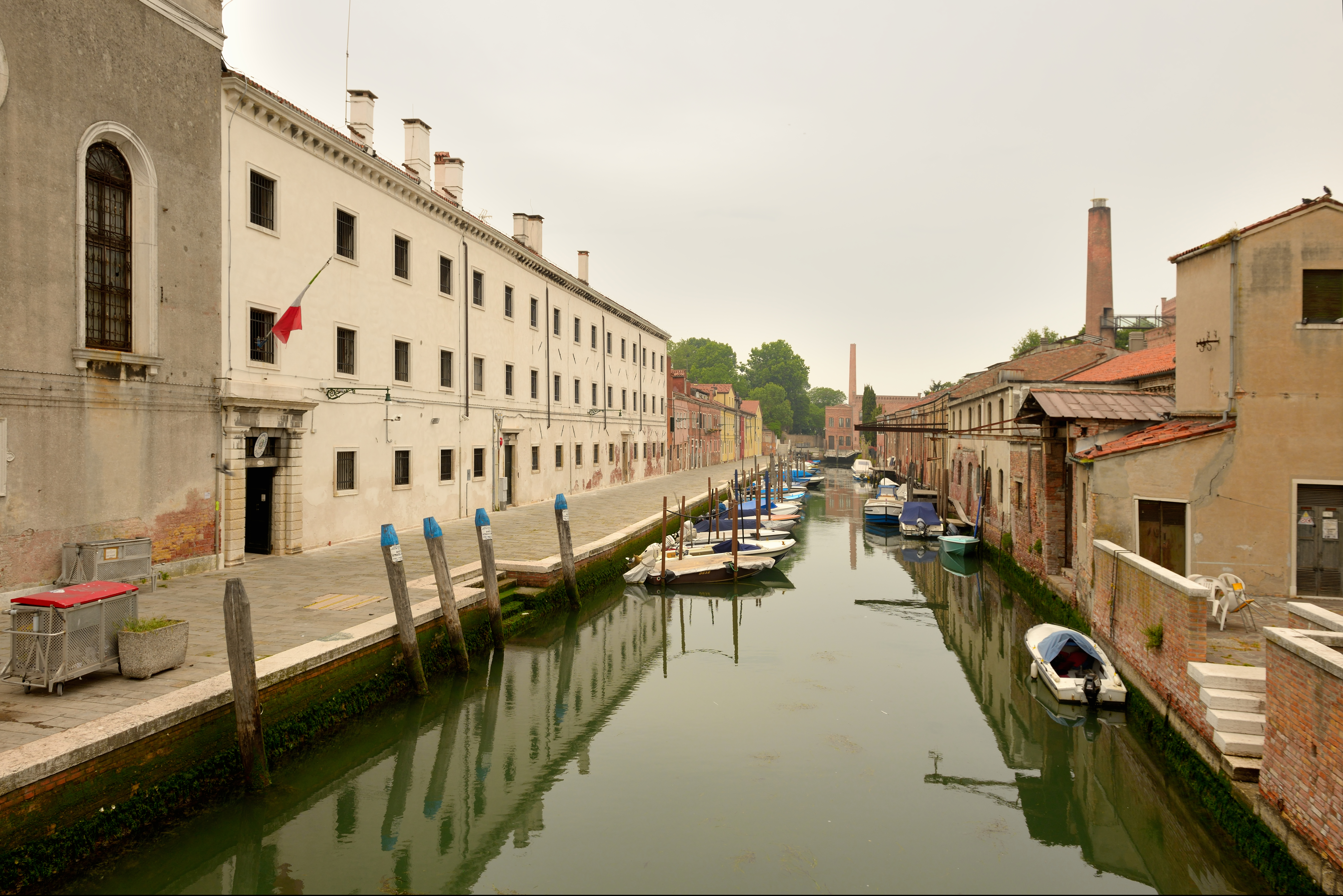
Penitenziario femminile Giudecca Venezia

Dopo aver sposato l'aristocratico russo Wassily Tarnowski (1872–1932) all'età di diciassette anni e aver dato alla luce un figlio, Wassily (nato nel 1895) e una figlia, Tatyana (1898–1994), ebbe relazioni con molti altri uomini. Abusava anche di morfina.
Nel 1907 a Venezia, uno degli amanti della contessa Tarnowska, Nicholas Naumov (o Naumoff), uccise un altro dei suoi amanti, il conte Pavel Kamarovsky, presumibilmente su sua istigazione. Naumov uccide il conte Kamarovsky con un colpo di pistola dentro l'ex Palazzo Maurogonato a Santa Maria del Giglio. Successivamente cercò di fuggire in treno, ma fu riconosciuto ed arrestato alla stazione di Venezia Santa Lucia.
La contessa Tarnowska, come veniva comunemente chiamata, fu arrestata nello stesso anno a Vienna e trasferita nel carcere femminile della Giudecca a Venezia, dove si sarebbe svolto il processo.
Il processo, chiamato localmente "l'affare russo" , iniziò il 14 marzo 1910 e terminò il 20 maggio dello stesso anno, con la condanna di entrambi gli imputati.
Francesco Carnelutti, avvocato che rappresenta per l’accusa la madre del conte Kamarowsky, così descrive la contessa durante la sua arringa:
"Accuso lei, Maria Tarnowska, perché ha ucciso non in un impeto di passione o di esaltazione sentimentale, ma solo per cupidigia di danaro. Non l’odio, non l’amore, non la gelosia, non la vendetta – che sono pur sempre umane passioni – hanno travolto questa donna assieme ai suoi amanti. No! Unicamente la bramosia dell’oro. Maria Tarnowska, lei ha rubato per lussuria, per libidine di gioielli, di profumi costosi, di biancheria rara e preziosa, di vesti sfarzose: per questo dev’essere condannata al massimo della pena assieme ai suoi complici… Ai quali vanno riconosciute, invece, le dovute attenuanti."
Maria Tarnowska fu dichiarata colpevole. Nonostante questo fu condannata a un periodo relativamente mite di soli otto anni di prigione, grazie a un'ingegnosa difesa (è stata una delle prime ad includere l'analisi freudiana della personalità e delle motivazioni dell'imputato) e, probabilmente, a causa della clemenza del giudice. Fu poi trasferita nel penitenziario di Trani e liberata nel 1915.
I resoconti della vita della Tarnowska dopo il suo rilascio sono alquanto imprecisi. Emigrò in America poco dopo il rilascio, in compagnia di un diplomatico americano, sotto il nome di "Nicole Roush". Nel 1916 viveva a Buenos Aires con un nuovo amante, il francese Alfred de Villemer, dove si faceva chiamare "Madame de Villemer" e gestiva un negozio di prodotti di lusso.
Alfred de Villemer morì nel 1940, mentre la contessa morì il 23 gennaio 1949. Il suo corpo fu trasportato in Ucraina, dove fu sepolta nella tomba di famiglia.Nel luogo dell'omicidio è stato successivamente aperto un bar con targa commemorativa, di proprietà dell'Hotel Ala.
Luchino Visconti lavorò a un trattamento cinematografico per un film intitolato Il processo di Maria Tarkowska, che non è mai stato realizzato. Sul tema è stato creato un film a puntate nel 1977 intitolato Il processo di Maria Tarnowska, diretto da Giuseppe Fina.